# Saint-Martin-d'Auxy
Saint-Martin-d'Auxy är en kommun i departementet Saône-et-Loire i regionen Bourgogne-Franche-Comté i östra Frankrike. Kommunen ligger i kantonen Buxy som tillhör arrondissementet Chalon-sur-Saône. År 2022 hade Saint-Martin-d'Auxy 146 invånare.

## Befolkningsutveckling
Antalet invånare i kommunen Saint-Martin-d'Auxy
| Referens: INSEE |